# スカイダンス・メディア
スカイダンス・メディア（Skydance Media, LLC）は、アメリカのメディアプロダクション・金融会社である。2006年から2016年まではスカイダンス・プロダクションズ（Skydance Productions）としても知られ、カリフォルニア州サンタモニカに本社を置く。デヴィッド・エリソンによって2006年に設立され、映画、アニメーション、テレビ番組、コンピュータゲーム、そしてスポーツを専門としていた。
2009年、パラマウント・ピクチャーズと5年間の共同製作・出資のパートナーシップを締結した。この契約は2回更新され、2021年まで延長された。2024年7月7日、スカイダンスは80億ドルの取引で、パラマウント・グローバルとの合併の意向を発表した。この合意では、スカイダンスがパラマウントの支配株主ナショナル・アミューズメンツを買収し、その後、同社と株式交換による合併を行った。この取引は2025年8月7日に完了した。

## 概要
2006年、デヴィッド・エリソンによって設立された。2012年にパラマウント・ピクチャーズと共同出資契約を結んだ。2016年、社名をスカイダンス・メディアに改称。2017年にアニメーション部門を設立し、2019年には、元ピクサーのジョン・ラセターがトップに就任した。
2018年には中華人民共和国のテンセントが株式の一部を取得し、『ターミネーター:ニュー・フェイト』を共同製作した。近年はパラマウントだけでなく、Netflixとも組んで映画製作を行っている。
2024年4月、メディア・コングロマリットであるパラマウント・グローバルとの合併に向けて、同社との間で交渉していることが明らかになった。その後、同年7月2日にパラマウントの親会社であるナショナル・アミューズメンツを買収することで同社と暫定合意したと複数のメディアから報じられた。
2024年7月7日、パラマウント・グローバルとの合併が正式発表された。この合意は45日間の猶予期間を経た後に発効し、80億ドル（日本円で約1兆3000億円）超の大型再編となった。この合併は2025年8月7日までに実施した。
2025年8月7日、スカイダンス・メディアがナショナル・アミューズメンツおよびパラマウント・グローバルと合併し、パラマウント・スカイダンス・コーポレーションを設立した後、デヴィッド・エリソンはスカイダンス・メディアの創業者、所有者、CEOを務めなくなり、現在はパラマウント・スカイダンス・コーポレーションの創業者、所有者、会長、CEOを務めている。

## 歴史

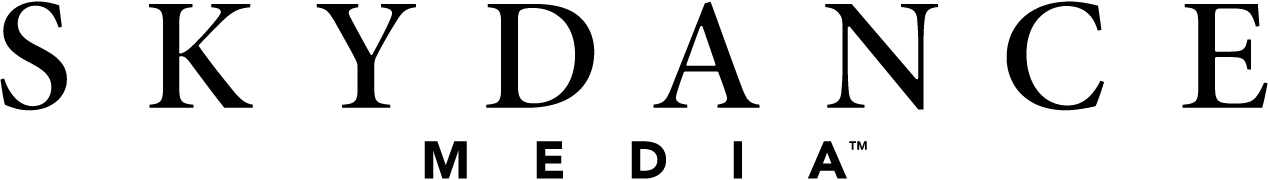
2016年から2021年までのロゴ

スカイダンス・プロダクションズは2006年に、オラクルの共同創業者でその後CEOのラリー・エリソンの息子、デヴィッド・エリソンによって設立された。最初の映画は『フライボーイズ』で、エリソンが出演し、メトロ・ゴールドウィン・メイヤーと共同出資された。
2009年の秋、スカイダンスとパラマウント・ピクチャーズは5年の共同出資・製作・配給契約を締結した。またパラマウントは配給の追加オプションを保有した。2010年8月前、スカイダンスはヴィレッジ・ロードショー・ピクチャーズのダナ・ゴールドベルグを雇用した。2010年8月、パラマウントとの契約と、当時世界6位の富豪だったラリー・エリソンの株式出資によって、スカイダンスは、映画の共同出資のために3億5,000万ドルの資本と信用を調達した。
2011年10月25日、スカイダンスはK/Oペーパー・プロダクツのアレックス・カーツマンとロベルト・オーチーを初の製作クライアントとして契約しようと試みたが、その契約は実現しなかった。

### 拡大
2013年5月1日、スカイダンスはスカイダンス・テレビジョンを設立し、マルシー・ロスを部門の社長として採用した。2014年には、ジェシー・シスゴールドがビジネス担当および戦略計画担当の社長としてスカイダンスに加わり、同年末には最高執行責任者（COO）に昇進した。さらに2017年には社長兼COOに昇進した。2014年3月、ドン・グレンジャーが新設された映画製作担当エグゼクティブ・バイス・プレジデントとして入社した。
2015年3月、アン・グローブが最高マーケティング責任者として入社した。同年後半、スカイダンスは7億ドルの新たな資金調達を行った。この再資金調達には、投資家グループからの2億ドルの株式資金と、JPモルガン・チェースからの5億ドルの融資枠が含まれている。スカイダンスは、2013年夏にパラマウントとの製作契約を4年間更新した。
2016年5月3日、スカイダンスはザ・ワークショップ・エンターテインメントの買収後にスカイダンス・インタラクティブ部門を設立し、2017年1月にストーリー重視の新しいバーチャル・リアリティゲームArchangelを発表した。同年12月には、アクション、SF、ファンタジー以外のジャンルを扱うプロダクションレーベルアンチャーテッドを創設した。
2017年3月16日、スカイダンスはマドリード拠点のイリオン・アニメーション・スタジオと複数年のパートナーシップを結び、スカイダンス・アニメーション部門を設立した。同年8月には、スカイダンスとパラマウントが2021年までの4年間の制作契約を再度更新し、スカイダンスのアニメーション作品も配給対象に加わった。
2018年1月25日、中国のテンセントがスカイダンスの株式5％から10％を取得した。同年10月には、ジュン・オーが劇場、インタラクティブ、法務部門の責任者として採用された。2020年2月、レッドバード・キャピタル・パートナーズとCJ ENMが出資した。同年4月には、ベテランのエンターテイメント役員のステファニー・キョーコ・マッキノンが新設された法務責任者に就任した。2021年10月20日、スカイダンスはジョン・ワインバックが率いる新部門スカイダンス・スポーツを発表し、スポーツテーマのコンテンツを制作することになりました。
2022年1月、スカイダンスはApple Original Filmsと、実写映画の一部を対象とした独占でない複数年のファーストルック契約を結んだ。バラエティ誌によると、この契約には年間2本、1本あたり少なくとも1億2,500万ドルの予算で、スカイダンスが1本あたり少なくとも2,500万ドルの報酬を受けることが含まれている。スカイダンスは契約に基づいて製作される映画の知的財産権を保持し、他の配給会社とも取引が引き続き可能である。
2022年10月13日、スカイダンスはコールバーグ・クラビス・ロバーツが主導し、筆頭株主であるエリソン家が参加する4億ドルの戦略的投資ラウンドを完了した。2023年4月13日までに、スカイダンス・メディアはナッシュビルに拠点を置く歌手ティム・マグロウの新事業「Down Home」を支援し、2つのドラマシリーズが開発中で、今後映画やアニメーションの製作も計画している。7月7日、スカイダンスは10億ドルの新しい信用枠を獲得し、映画およびテレビスタジオが事業分野への投資において柔軟性を高めた。

### パラマウント・グローバルの買収提案
2024年1月、デヴィッド・エリソンがパラマウント・グローバルの親会社であるナショナル・アミューズメンツをシャリ・レッドストーンから買収したい意向を示したと報じられた。スカイダンスはパラマウントと合併に向けた独占的な協議を行っていたが、その期間は終了し、契約は成立しなかった。パラマウントを代表する独立委員会は、エリソンからの修正提案を勧告し、それによりスカイダンスはナショナル・アミューズメンツを20億ドルで買収することになる。2024年6月、CNBCはスカイダンスとパラマウントが合併に関する合意に達したと報じたが、ナショナル・アミューズメンツの承認を待っている状態だった。
6月11日に合併交渉が破談したと報じられた後、7月2日に両者の間で交渉が再開され、スカイダンスは仮合意に達したと報じられた。7月7日、エリソンはスカイダンスが80億ドルの取引でパラマウント・グローバルを買収する意向を正式に発表した。この取引は、スカイダンスの投資家グループが24億ドルの現金でナショナル・アミューズメンツを買収し、パラマウント・グローバルはクラスAおよびクラスBの株主に45億ドルの現金と株式を支払う形で構成される。パラマウントは15億ドルの主要資本を自社の貸借対照表に加えることになる。第二段階では、スカイダンス・メディアとパラマウントの間で株式交換による合併が行われ、評価額は47.5億ドルとなる。パラマウント・グローバルは、最終契約を結ぶ前に他の入札者からより良いまたは同等の提案を探すために45日間の猶予期間を持つことになる。

## 作品
| 公開                                 | タイトル                                            | 共同製作 | 配給                                                                        |
| スカイダンス・プロダクションズとして | スカイダンス・プロダクションズとして                | スカイダンス・プロダクションズとして | スカイダンス・プロダクションズとして                                        |
| ------------------------------------ | --------------------------------------------------- | --- | --------------------------------------------------------------------------- |
| 2006年9月22日                        | フライボーイズ                                      | メトロ・ゴールドウィン・メイヤー、インジーニアス・メディア、エレクトリック・エンターテインメント                                                                                                 | MGMディストリビューション                                                   |
| 2006年9月22日                        | トゥルー・グリット                                  | マイク・ゾス・プロダクションズ、スコット・ルーディン・プロダクションズ | パラマウント・ピクチャーズ                                                  |
| 2011年12月21日                       | ミッション:インポッシブル/ゴースト・プロトコル      | バッド・ロボット、TCプロダクションズ | パラマウント・ピクチャーズ                                                  |
| 2012年12月19日                       | 人生はノー・リターン 〜僕とオカン、涙の3000マイル〜 | マイケルズ/ゴールドウィン | パラマウント・ピクチャーズ                                                  |
| 2012年12月21日                       | ジャック・リーチャー                                | TCプロダクションズ | パラマウント・ピクチャーズ                                                  |
| 2013年3月28日                        | G.I.ジョー バック2リベンジ                          | メトロ・ゴールドウィン・メイヤー、ハスブロ・スタジオ、ディ・ボナヴェンチュラ・ピクチャーズ | パラマウント・ピクチャーズ                                                  |
| 2013年5月16日                        | スター・トレック イントゥ・ダークネス               | バッド・ロボット、K/Oペーパー・プロダクションズ | パラマウント・ピクチャーズ                                                  |
| 2013年6月21日                        | ワールド・ウォーZ                                   | フィア・メディア・キャピタル、プランB・エンターテインメント、GKフィルムズ | パラマウント・ピクチャーズ                                                  |
| 2014年1月17日                        | エージェント:ライアン                               | ディ・ボナヴェンチュラ・ピクチャーズ、メイス・ヌーフェルド・プロダクションズ | パラマウント・ピクチャーズ                                                  |
| 2015年7月1日                         | ターミネーター:新起動/ジェニシス                    | アンナプルナ・ピクチャーズ | パラマウント・ピクチャーズ                                                  |
| 2015年7月31日                        | ミッション:インポッシブル/ローグ・ネイション        | バッド・ロボット、アリババ・ピクチャーズ、中国電影頻道、TCプロダクションズ | パラマウント・ピクチャーズ                                                  |
| スカイダンスとして                   |                                                     | |                                                                             |
| 2016年7月22日                        | スター・トレック BEYOND                             | アリババ・ピクチャーズ、フアフア・メディア、バッド・ロボット、スニーキー・シャーク・プロダクションズ、パーフェクト・ストーム・エンターテインメント                                               | パラマウント・ピクチャーズ                                                  |
| 2016年10月21日                       | ジャック・リーチャー NEVER GO BACK                  | TCプロダクションズ、上海映画グループ、フアフア・メディア | パラマウント・ピクチャーズ                                                  |
| 2017年3月24日                        | ライフ                                              | コロンビア ピクチャーズ、モッキンバード・ピクチャーズ | ソニー・ピクチャーズ リリーシング                                           |
| 2017年5月25日                        | ベイウォッチ                                        | アンチャーテッド; 上海映画グループ、フアフア・メディア、セブン・バックス・プロダクションズ、モンテシート・ピクチャー・カンパニー、フレイムント・プロダクションズ、フリン・ピクチャー・カンパニー | パラマウント・ピクチャーズ                                                  |
| 2017年10月20日                       | ジオストーム                                        | エレクトリック・エンターテインメント、ラットパック＝デューン・エンターテインメント | ワーナー・ブラザース・ピクチャーズ                                          |
| 2018年2月23日                        | アナイアレイション -全滅領域-                       | スコット・ルーディン・プロダクションズ、DNAフィルムズ | パラマウント・ピクチャーズ （米国と中国の配給） Netflix （国際配給）        |
| 2018年7月27日                        | ミッション:インポッシブル/フォールアウト            | アリババ・ピクチャーズ、バッド・ロボット、TCプロダクションズ | パラマウント・ピクチャーズ                                                  |
| 2019年10月11日                       | ジェミニマン                                        | アリババ・ピクチャーズ、フォスン・ピクチャーズ、ジェリー・ブラッカイマー・フィルムズ | パラマウント・ピクチャーズ                                                  |
| 2019年11月1日                        | ターミネーター:ニュー・フェイト                     | テンセント・ピクチャーズ、TSGエンターテインメント、ライトストーム・エンターテインメント | パラマウント・ピクチャーズ （米国配給） 20世紀フォックス映画 （国際配給）   |
| 2019年12月13日                       | 6アンダーグラウンド                                 | ベイ・フィルムズ | Netflix                                                                     |
| 2020年7月10日                        | オールド・ガード                                    | デンバー・アンド・デリラ・プロダクションズ、マーク・エヴァンス・プロダクションズ | Netflix                                                                     |
| 2021年4月30日                        | ウィズアウト・リモース                              | パラマウント・ピクチャーズ、ニュー・リパブリック・ピクチャーズ、ウィード・ロード・ピクチャーズ、アウトライア・ソサエティ、ミッドナイト・レディオ・プロダクションズ                               | Amazonスタジオ                                                              |
| 2021年7月2日                         | トゥモロー・ウォー                                  | パラマウント・ピクチャーズ、ニュー・リパブリック・ピクチャーズ | Amazonスタジオ                                                              |
| 2021年7月23日                        | G.I.ジョー:漆黒のスネークアイズ                     | メトロ・ゴールドウィン・メイヤー、エンターテインメント・ワン、ディ・ボナヴェンチュラ・ピクチャーズ                                                                                               | パラマウント・ピクチャーズ                                                  |
| 2022年3月11日                        | アダム&アダム                                       | 21ラップス・エンターテインメント、マキシマム・エフォート | Netflix                                                                     |
| 2022年5月27日                        | トップガン マーヴェリック                           | ドン・シンプソン/ジェリー・ブラッカイマー・フィルムズ、TCプロダクションズ | パラマウント・ピクチャーズ                                                  |
| 2022年8月5日                         | ラック～幸運をさがす旅～                            | スカイダンス・アニメーション; Apple Original Films | Appleスタジオ                                                               |
| 2022年9月30日                        | 史上最高のカンパイ! 戦地にビールを届けた男          | Apple Original Films、リビング・フィルムズ | Appleスタジオ                                                               |
| 2023年4月5日                         | AIR/エア                                            | スカイダンス・スポーツ; アーティスト・エクイティ、スタジオ8、マンダレイ・ピクチャーズ | Amazonスタジオ （米国配給） ワーナー・ブラザース・ピクチャーズ （国際配給） |
| 2023年4月21日                        | ゴーステッド Ghosted                                | Appleスタジオ | Apple TV+                                                                   |
| 2023年6月9日                         | トランスフォーマー/ビースト覚醒                     | ハズブロ、ベイヘム・フィルムズ、ニュー・リパブリック・ピクチャーズ、ディ・ボナヴェンチュラ・ピクチャーズ                                                                                         | パラマウント・ピクチャーズ                                                  |
| 2023年7月12日                        | ミッション:インポッシブル/デッドレコニング PART ONE | TCプロダクションズ | パラマウント・ピクチャーズ                                                  |
| 2023年8月11日                        | ハート・オブ・ストーン                              | パイロット・ウェーブ、モッキンバード・ピクチャーズ | Netflix                                                                     |
| 2023年9月22日                        | スパイキッズ:アルマゲドン                           | トラブルメーカー・スタジオ、スパイグラス・メディア・グループ | Netflix                                                                     |
| 2023年12月15日                       | ファミリー・プラン                                  | Appleスタジオ、ミュニシパル・ピクチャーズ | Apple TV+                                                                   |

## テレビシリーズ
- Manhattan（2014 - 2015）
- Grace and Frankie（2015）
- ジャック・ライアン（2018 - 2023）
- ファウンデーション（2021 - ）